# Cuba (film, 1979)
Pour plus de détails, voir Fiche technique et Distribution.
Cuba est un film de Richard Lester avec Sean Connery, sorti en 1979. Il se déroule durant la révolution cubaine de 1959.

## Synopsis
Un mercenaire britannique retourne à Cuba, où la révolution menace face à l'autorité déclinante du dictateur Fulgencio Batista. Il y rencontre un de ses amours passées (Brooke Adams), qui est négligée par son mari cubain (Chris Sarandon). Le film se termine sur la chute de La Havane aux mains des révolutionnaires de Fidel Castro.

## Commentaire
Le film américain Havana, de 1990 avec Robert Redford, présente des similarités de tons avec ce film.
Une séquence montre Bello visionner une copie 16 mm du film Le Cauchemar de Dracula de Terence Fisher (1958), et plus précisément la scène finale de l'affrontement entre le Docteur Van Hesling (Peter Cushing) et le Comte Dracula (Christopher Lee).

## Fiche technique
- Réalisation :  Richard Lester
- Scénario : Charles Wood
- Producteur : Arlene Sellers et Alex Winitsky
- Musique : Patrick Williams
- Photo : David Watkin
- Montage : John Victor-Smith
- Distribution : United Artists
- Pays :  États-Unis
- Langue : anglais, espagnol, français
- Dates de sortie : 
  -  États-Unis : 21 décembre 1979
  -  France : 17 septembre 1980 (uniquement en province - Nord et Alsace[1])

## Distribution
- Sean Connery  (VF : Jean-Claude Michel) : Maj. Robert Dapes
- Brooke Adams (VF : Francine Lainé) : Alexandra Lopez de Pulido
- Jack Weston  (VF : Jacques Marin) : Larry Gutman
- Hector Elizondo (VF : Marcel Jemma) : Capt. Raphael Ramirez
- Denholm Elliott (VF : René Roussel) : Donald Skinner
- Martin Balsam (VF : Albert Médina) : Gen. Bello
- Chris Sarandon  (VF : Maurice Sarfati) : Juan Pulido
- Danny De La Paz  (VF : Michel Mella) : Julio Mederos
- Lonette McKee : Therese Mederos
- Alejandro Rey (VF : Gérard Surugue) : Faustino
- Louisa Moritz : Miss Wonderly
- Dave King : Agent de presse de Miss Wonderly
- Walter Gotell (VF : Jacques Harden) : Don Jose Pulido
- David Rappaport (VF : Serge Bourrier) : Jesus
- Wolfe Morris : Fulgencio Batista
- Michael Lees : Roger Maxwell-Lafroy
- Tony Mathews : Carrillo
- Roger Lloyd-Pack (VF : Jean-François Kopf) : Nunez
- Leticia Garrido : Celia
- Maria Charles : Senora Pulido
- Pauline Peart : Dolores
- Anna Nicholas : Maria
- Earl Cameron (VF : Michel Muller) : Col. Leyva
- John Morton : Gary
- Anthony Pullen Shaw : Spencer
- Stefan Kalipha (en) : Ramon, fabrique de cigares
- Raul Newney : Peintre
- Ram John Holder : Sergent gras
- James Turner : Chauffeur de Pulido